# Gräsgård
För andra betydelser, se Gräsgård (olika betydelser).
Gräsgård är en kyrkby vid Gräsgårds kyrka i Gräsgårds socken i Mörbylånga kommun på sydöstra Öland. 
Från 2015 avgränsar SCB här en småort.
Gräsgård omtalas i skriftliga handlingar första gången i Arvid Trolles jordebok från omkring 1498, då tre gårdar i Gräsgård ('i Gressgaard') anges ha ingått i hustrun Birgitta Turesdotter (Bielke)s morgongåva. Under 1500-talet omfattade byn fyra mantal frälsejord (en av gårdarna tillhörig ätterna Tott / Gera och tre Trolle), samt två skatteutjordar, en i Gammalsby och en i Mellby, Segerstads socken. Hela byn brändes 1567 i samband med Nordiska sjuårskriget.